# Факультет соціології Київського національного університету імені Тараса Шевченка
Факультет соціології — структурний підрозділ Київського національного університету імені Тараса Шевченка, покликаний провадити фундаментальну підготовку фахівців за спеціальністю «Соціологія», єдиний монодисциплінарний факультет, який готує соціологів в Україні.

## Історія
Факультет соціології Київського національного університету імені Тараса Шевченка створений 15 квітня 2007 року, але цьому передувала тривала історія інституціоналізації соціології в стінах Київського університету та її розвитку в складі інших факультетів.

### Становлення соціології в Київському університеті
Випускники та викладачі Київського університету з середини ХІХ століття обґрунтовували потребу створення науки про суспільство, розробляли методологічні основи нової науки та впроваджували суспільствознавчі навчальні дисципліни в навчальний план.
Одним із перших соціологів Російської імперії та Східної Європи був Олександр Стронін, котрий протягом 1845—1848 років навчався на юридичному факультеті Київського університету. У своїх працях 1869—1885 років він, одночасно з західноєвропейськими теоретиками, розвинув ранню версію органіцизму — напрямку в соціології, що проводив паралель між біологічним організмом та суспільством.
Ідеї Олександра Строніна підхопив його учень Михайло Драгоманов, котрий протягом 1859—1863 років навчався, а в 1865—1875 роках викладав на історико-філологічному факультеті Київського університету. Драгоманов уперше ознайомив студентів із соціологією та розширив коло ідейних течій, під впливом яких перебувало київське інтелектуальне середовище. Про готовність цього середовища започаткувати соціологію свідчить діяльність двох інших випускників університету — Михайла Грушевського та Богдана Кістяківського. Після краху монархічного режиму перший із них заснував еміграційний Український соціологічний інститут у Відні (1919 року), а другий займався розробкою методології соціологічного дослідження в дусі Баденської школи неокантіанства. Інший випускник Київського університету — Леон Петражицький — згодом започаткував соціологію в Польщі, заснувавши й очоливши першу кафедру соціології в цій країні (в Варшавському університеті). Учень Леона Петражицького Пітирим Сорокін в 1931 році заснував і очолив соціологічний факультет Гарвардського університету.
В останні роки ХІХ століття Київський університет впритул наблизився до надання соціології офіційного статусу, адже в ньому вже викладалися такі дотичні дисципліни, як етнографія, статистика й політична економія, з яких соціологія поставала в інших країнах Європи. Нарешті в 1900 році приват-доцент Олексій Грен уперше прочитав навчальну дисципліну «Соціологія» студентам юридичного факультету, а в 1902 році в Києві вийшов друком перший в Україні підручник із соціології.
Однак проєкт соціології як науки, що критично аналізує суспільне життя, розходився з політикою консервативного режиму Російської імперії. Головне завдання цієї науки полягає у вивченні поведінки індивідів, а отже, в її основі лежав засновок, що поведінка індивідів не повністю визначається офіційними юридичними нормами, бо інакше не мало би сенсу її вивчати; достатньо було б ознайомитися з юридичними нормами. Тим самим соціологія передбачала визнання позаправової реальності, а отже, свободи вибору індивіда чинити на власний розсуд. Монархічний режим Російської імперії до останніх днів свого існування протистояв суспільно-політичним рухам, що домагалися розширення свободи вибору, тому вбачав у соціології небезпечну науку, яка не відповідає основам його існування. Більшість ранніх зачинателів соціології з Київського університету зазнали репресій через свою громадську діяльність та реформістські погляди. Відповідно, інституціоналізація соціології в Київському університеті була зірвана під тиском уряду. Радянська влада, побудувавши суспільний устрій, який також мінімізував свободу вибору в громадян і передбачав повне поглинення державою будь-яких елементів незалежного громадянського суспільства, не відчувала потреби в соціології аж до початку помірної демократизації 1960-х років.

### Факультет соціології та психології
В 1961 році на філософському факультеті Київського університету був створений перший соціологічний підрозділ — Лабораторія конкретних соціологічних досліджень, яка займалася вивченням організації виробничого процесу та побуту робітничих мас. В 1979 році з персоналу лабораторії формується кафедра соціології, а з розширенням потреби в підготовці соціологічних кадрів в 1986 році на основі кафедри відкривається перше в Україні відділення соціології, яке має право випускати дипломованих фахівців-соціологів. 21 серпня 1986 року на спеціальність «прикладна соціологія», закріплену за цим відділенням, було зараховано 21 вступника. Разом зі студентами, набраними того самого року в Ленінградський та Московський державні університети, вони в червні 1991 року стали першими дипломованими соціологами СРСР. Для поглиблення підготовки фахівців у 1990 році створюється кафедра методології та методів соціологічних досліджень, а кафедра соціології перейменовується на кафедру теорії та історії соціології.
В квітні 1991 року з відділень соціології та психології філософського факультету створюється факультет соціології та психології, деканом якого обирається професор Володимир Волович, фахівець з методології конкретних соціологічних досліджень, який керував факультетом до 2001 року. Через два місяці, в червні 1991 року, факультет здійснює перший в СРСР випуск професійних соціологів, зарахованих на навчання в 1986 році.
Протягом 1990-х — початку 2000-х років на факультеті відбувається закладення інституційних основ для подальшого зростання соціологічної професії: відкриваються дві нові кафедри (галузевої соціології в 1992 році та загальної соціології в 2003 році), створюється перший в Україні комп'ютерний клас для опанування студентами комп'ютерних методів обробки соціологічної інформації, публікуються перші підручники, започатковуються наукові соціологічні видання, розвивається міжнародна співпраця та відбуваються перші захисти кандидатів і докторів соціологічних наук. Подвоюється набір студентів. З 2001 по 2007 рік факультетом керував відомий фахівець з етносоціології, колишній міністр України у справах національностей та міграції Володимир Євтух.

### Факультет соціології

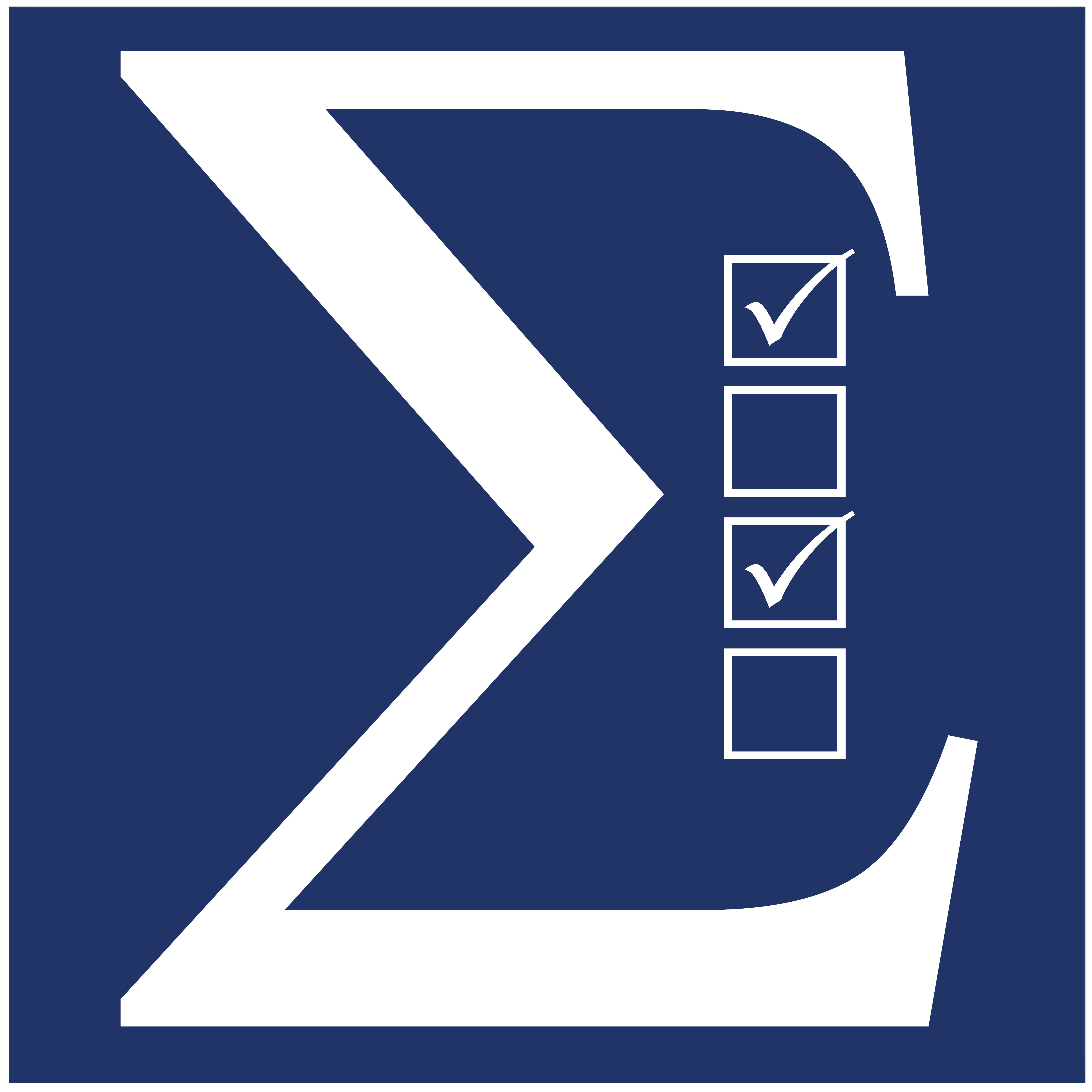
Герб факультету соціології КНУ

15 квітня 2007 року університет здійснив реструктуризацію факультету соціології та психології, розділивши його на два окремі підрозділи: факультет соціології та факультет психології. Таким чином, утворюється окремий факультет соціології у складі чотирьох кафедр: теорії та історії соціології, методології та методів соціологічних досліджень, галузевої соціології та загальної соціології. Остання в червні 2007 року була перейменована на кафедру соціальних структур та соціальних відносин. Деканом новоствореного факультету обрали доцента Андрія Горбачика, відомого розробника комп'ютерної програми для аналізу статистичних даних «ОСА», що широко застосовується в соціологічних та маркетингових дослідженнях у Східній Європі. У зв'язку з розширенням факультет перемістився з червоного корпусу в більш просторе університетське містечко поруч із Національним експоцентром України, де розмістився в одному корпусі з факультетом кібернетики. Після виділення в окремий факультет удвічі збільшився набір студентів на спеціальність «соціологія», досягнувши показника в 70—90 осіб щороку.

## Навчання
На факультеті соціології навчається загалом близько 350 студентів із усіх регіонів України. Відповідно до ліцензованого обсягу, факультет соціології може щороку набирати 125 нових студентів на бакалаврську програму і 100 студентів на магістерську програму. З них 66 студентів бакалаврської програми та 40 студентів магістерської програми мають змогу навчатися за державним замовленням. Крім бакалаврату й магістратури, факультет має аспірантуру й докторантуру, які здійснюють підготовку кандидатів та докторів соціологічних наук за всіма соціологічними спеціальностями.
З 2016—2017 навчального року на факультеті діють дві освітні програми: «Соціологія» та «Соціальні технології». Студенти обирають одну з них при вступі. Попри наявність деяких спільних дисциплін, навчання на цих двох програмах відрізняється тим, що «Соціальні технології» спрямовані на формування більш вузьких практичних навичок, пов'язаних із виконанням конкретних завдань у економічній і політичній сферах. Тоді як освітня програма «Соціологія» спрямована на підготовку універсального фахівця зі стратегічним мисленням, котрий володіє широким арсеналом концептуальних засобів для критичного мислення, встановлення пріоритетів, формулювання та постановки завдань.
З 2017 року на факультеті діє магістерська освітня програма подвійного дипломування «Гендерні студії» (диплом магістра соціології Київського та Лундського університетів), навчання на якій побудоване за моделлю західноєвропейського навчального плану.

### Бакалаврат
Навчальні заняття в студентів бакалаврату й магістратури відбуваються в другу зміну, яка починається о 14:00 і закінчується о 18:30. Протягом перших двох років навчання студенти бакалаврату освітньої програми «Соціологія» вивчають загальнонаукові навчальні дисципліни, іноземні мови та базові профільні предмети, спрямовані на засвоєння понятійно-категоріального апарату, основних наукових принципів та методів емпіричних досліджень у соціології. На подальших курсах бакалаврату відбувається поглиблене вивчення методів збирання, обробки й аналізу соціологічних даних, історії соціології, макросоціологічних та мікросоціологічних теорій, а також галузевих та спеціальних розділів соціології: соціальної стратифікації, соціальної мобільності, ґендерних досліджень, громадської думки, соціальних змін, масових комунікацій, соціології сім'ї, соціології економіки, соціології знання, соціології освіти, соціології політики, соціології культури, соціології організацій, етносоціології тощо. Особлива увага також приділяється суміжним наукам, освоєння яких розширює пізнавальні та прикладні можливості майбутніх фахівців-соціологів: соціальній антропології, соціальній філософії, соціальній психології, демографії та економічній теорії.
В 2008 році на факультеті була впроваджена спеціалізація за кафедрами, яка розпочиналася з четвертого курсу бакалаврату і передбачала вивчення частини навчальних дисциплін студентами за вибором. Із 2015 року студенти освітньої програми «Соціологія» вже на другому курсі обирають одну зі спеціалізацій:
- Соціологія урбанізації та глобалізації
- Соціологія особистості та ґендеру
- Прикладні соціологічні дослідження
- Соціологія політики
- Соціологія трудових відносин
- Соціальна експертиза та аудит
- Соціологія менеджменту та маркетингу
- Соціологія мистецтва
- Соціальні комунікації[15]

Студентам освітньої програми «Соціальні технології» пропонуються такі спеціалізації на вибір:
- Соціальні технології економічної сфери: менеджмент та маркетинг
- Соціальні технології в політиці та масових комунікаціях[16]

### Магістратура
Вступ у магістратуру факультету соціології відкритий для випускників бакалаврату будь-яких спеціальностей. На відміну від бакалаврів соціології, бакалаври інших спеціальностей складають додатковий іспит. Навчання на магістерській програмі триває два роки і містить як спільні для всіх студентів навчальні дисципліни, так і спеціалізовані дисципліни, що викладаються лише студентам окремої спеціалізації. В загальному компоненті робиться акцент на сучасних передових підходах і методах, потрібних соціологам незалежно від сфери зайнятості: порівняльних дослідженнях, аналізі нечислових даних, мережевому аналізі, соціальній політиці, інтелектуальній власності, соціальних технологіях та маркетингових дослідженнях. Із 2015 року студенти магістратури освітньої програми «Соціологія» можуть обирати одну зі спеціалізацій:
- Сучасна соціологічна теорія
- Методи емпіричних соціологічних досліджень
- Соціологічна експертиза політики
- Соціальна експертиза та аудит
- Соціологія управління та маркетингових досліджень
- Соціологія соціально-культурної сфери
- Соціологія масової комунікації[18]

На освітній програмі «Соціальні технології» діють дві спеціалізації:
- Технології економічної сфери: менеджмент і маркетинг
- Технології комунікацій і політичної сфери[19]

І бакалаврська, і магістерська програми передбачають проходження виробничої практики у вигляді участі в організації, проведенні та аналізі результатів опитування або іншого методу збору соціологічної інформації.

### Подвійний диплом ізЛундським університетом
Факультет соціології з 2016 року співпрацює з Лундським університетом (Швеція), одним із провідних університетів Європи та світу, в рамках програми «Erasmus+», яка дозволяє студентам магістратури та аспірантам факультету протягом одного семестру навчатися в Лунді. Ця співпраця поглибилася в 2017 році: 2 травня між факультетом соціології та Лундським університетом було завершено підписання договору «Про початок роботи освітньої магістерської програми подвійного дипломування „Гендерні студії“ факультету соціальних наук Лундського університету (Швеція) та факультету соціології Київського національного університету імені Тараса Шевченка». Підписаний договір передбачає, що студенти новоствореної освітньої програми «Гендерні студії» отримують два дипломи: диплом магістра соціології Київського університету та магістра соціології Лундського університету, а також протягом одного семестру навчаються в Лундському університеті. Навчання за програмою відкривається з 1 вересня 2017 року.
Навчання на програмі «Гендерні студії» триває два роки і містить цикл дисциплін українською (для українських студентів) та англійською мовами (для студентів обох університетів протягом семестру перебування на факультеті шведських студентів), серед яких 16 обов'язкових дисциплін та 7 дисциплін на вибір. Тематичне наповнення обов'язкових дисциплін дозволяє здобувати освіту за цією освітньою програмою навіть студентам, які не отримали профільної соціологічної освіти в бакалавраті, оскільки передбачає узагальнене повторення та поглиблення основних компонентів бакалаврської програми з соціології. Форма навчання на освітній програмі «Гендерні студії» станом на 2017 рік лише контрактна. Вартість контракту в 2017 році становить 34 тисячі гривень на рік.

### Аспірантура й докторантура
В аспірантурі й докторантурі факультету соціології здійснюється підготовка кандидатів та докторів соціологічних наук за всіма чотирма соціологічними спеціальностями:
- 22.00.01 — «теорія та історія соціології»
- 22.00.02 — «методологія та методи соціологічних досліджень»
- 22.00.03 — «соціальні структури та соціальні відносини»
- 22.00.04 — «спеціальні та галузеві соціології»

При факультеті функціонує спеціалізована вчена рада Д 26.001.30 по захисту кандидатських та докторських дисертацій з усіх чотирьох спеціальностей.
Тривалість навчання в аспірантурі й докторантурі — три роки. З 2015 року навчання в аспірантурі передбачає істотне збільшення аудиторного компоненту.

## Студентське життя
На факультеті існують три студентські організації, які представляють інтереси студентів у вирішенні важливих питань навчання та соціального захисту: студентський парламент, профбюро та Наукове товариство студентів і аспірантів. Крім цих організацій, студенти створили низку неформальних груп, які займаються громадською діяльністю. Зокрема студенти факультету видають два періодичних видання. Неофіційна газета «Red Hot Chili SPENCER», започаткована в листопада 2013 року, видається в електронному форматі під гаслом «Ніяких нудних новин та нецікавої інфи!» і висвітлює головні події студентського життя факультету.
Незалежний всеукраїнський часопис студентів-соціологів «СВОЄ» вперше побачив світ у 2010 році і ставить собі за мету «створити простір для творчого зростання, пошуку та згуртування молодих соціологів та соціологинь із усієї країни». Часопис «СВОЄ» зареєстрований у Міжнародному центрі ISSN і публікується в паперовому та електронному форматах. На його сторінках обговорюються проблеми соціології, освіти та науки в Україні, а також загальніші проблеми суспільства та студентства. 1 жовтня 2014 року інша група студентів факультету оприлюднила перший випуск «Ш-ТБ» — студентського телебачення КНУ. «Ш-ТБ» присвячує свої випуски, які розміщуються в соціальних мережах та на каналі в YouTube, важливим подіям університетського життя, висвітлюючи їх із позиції студентських інтересів.
Студенти факультету відомі започаткуванням Вікіпроєкту Соціологія та популяризацією ідеї написання статей до Вікіпедії замість рефератів, яка привернула увагу національних ЗМІ, зокрема газети «Урядовий кур'єр» та телеканалів «СТБ» і «News One», і увінчалася підписанням меморандуму про співпрацю між КНУ та громадською організацією «Вікімедіа Україна», який згодом наслідували інші ВНЗ України.
Крім наукових заходів — конференцій, круглих столів, олімпіад — та офіційних церемоній — вручення студентських квитків та дипломів — для студентів проводяться розважальні заходи: інтелектуальні вікторини протягом днів факультету, квести, кубок декана з футболу, традиційні новорічні вечірки, конкурси відеопрезентацій студентських груп, фотоконкурси, традиційний конкурс «Битва спеціалізацій», конкурс студентських есе. Розташування навчального корпусу поруч із університетськими гуртожитками, спортивним комплексом, який має басейн та сучасний футбольний стадіон, та великою рекреаційно-парковою зоною Національного експоцентру України забезпечує студентам широкі можливості для проведення вільного часу та відпочинку.

## Випускники
Починаючи з 1991 року КНУ випустив близько тисячі випускників-соціологів, кількість яких зросла з 18 осіб у 1991 році до 70—80 осіб після 2013 року. Згідно з даними нерепрезентативного опитування випускників 1991—2011 років, проведеного факультетом в 2011 році, за сферою працевлаштування випускники факультету розподілялися таким чином:
| Сфера працевлаштування                                                          | Частка випускників (у %) |
| Маркетингові дослідження                                                        | 23 %                     |
| Соціально-політичні дослідження                                                 | 11 %                     |
| Наука                                                                           | 10 %                     |
| Зв'язки з громадськістю                                                         | 8 %                      |
| Управління                                                                      | 7 %                      |
| Журналістика                                                                    | 5 %                      |
| Планування і реалізація маркетингових стратегій                                 | 5 %                      |
| Розробка реклами                                                                | 5 %                      |
| Торгівля                                                                        | 5 %                      |
| Управління людськими ресурсами                                                  | 3 %                      |
| Консалтинг                                                                      | 2 %                      |
| Продаж реклами                                                                  | 2 %                      |
| Державні соціальні служби                                                       | 2 %                      |
| Фінанси                                                                         | 2 %                      |
| Інше                                                                            | 10 %                     |
| Примітка: В таблиці не враховано випускників, які працюють у сфері вищої освіти |                          |

Майже 80 % випускників знову обрали б соціологію, якби їм довелося вступати в ВНЗ зараз, і понад 80 % вважали, що соціологія як спеціальність виправдала їхні очікування.

## Кафедри
На факультеті соціології функціонують чотири кафедри:
- теорії та історії соціології
- методології та методів соціологічних досліджень
- галузевої соціології
- соціальних структур та соціальних відносин

## Відомі співробітники

### Сучасні
- Волович Володимир Ілліч
- Горбачик Андрій Петрович
- Куценко Ольга Дмитрівна
- Цимбал Тарас Володимирович
- Яковенко Юрій Іванович

### Колишні
- Губерський Леонід Васильович — завідувач кафедри галузевої соціології в 1992—1997 роках[34]
- Євтух Володимир Борисович — декан факультету соціології та психології в 2001—2007 роках
- Захарченко Марко Васильович (1938-2015) — український соціолог, професор, викладач кафедри теорії та історії соціології, автор двох перших українських підручників з історії соціології.
- Паніотто Володимир Ілліч — професор кафедри методології та методів соціологічних досліджень в 1991—1992 роках
- Тарасенко Валентин Іванович — український соціолог-теоретик марксистського напрямку, завідувач кафедри теорії та історії соціології в 1994—2006 роках.

## Наукові видання факультету
- Вісник Київського національного університету імені Тараса Шевченка. Серія Соціологія
- Актуальні проблеми соціології, психології, педагогіки